# Edmund P. Gaines
Edmund Pendleton Gaines, född 20 mars 1777 i Culpeper County, Virginia, död 6 juni 1849 i New Orleans, Louisiana, var en amerikansk generalmajor som deltog i 1812 års krig, Seminolerkrigen, Black Hawk-kriget och mexikansk-amerikanska kriget. Gaines är även känd för sitt motstånd mot president Andrew Jacksons politik att med militära medel driva indianerna från sina bosättningar till indianreservaten.

## Biografi

### Tidig karriär
Gaines var son till James Gaines och dennes hustru Elizabeth, född Strother. Han döptes efter sin gammelfarbror Edmund Pendleton, en politiker i Virginia under amerikanska revolutionen. I familjen Gaines föddes fjorton barn, varav Edmund Pendleton var nummer sju. Fadern hade under amerikanska frihetskriget tjänstgjort som kapten och efter kriget flyttade familjen till North Carolina, där fadern blev medlem i representanthuset. Senare flyttade familjen till Kingsport.
Gaines tog värvning i armén 1799 och blev underlöjtnant. Han uteslöts från armén år 1800, men återkom som löjtnant 1801 och befordrades till kapten 1807. I början av 1800-talet förde Gaines befäl över trupper i Mississippiterritoriet; år 1800 ledde han tio kompanier från 2. infanteriregementet under uppförandet av en postväg mellan Nashville och Natchez. Hans erfarenheter från postlinjearbetena gjorde honom till en stark förespråkare för en utbyggnad av ett nationellt järnvägssystem.
1811 var Gaines med om att arrestera den före detta vice presidenten Aaron Burr som misstänktes för att planera mot Spanien.

### 1812 års krig
Vid 1812 års krigs utbrott befordrades Gaines till major vid 8. infanteriregementet och i juli blev han överstelöjtnant vid 24. infanteriregementet. 1813 utnämndes han till överste samt befälhavare över 25. infanteriregementet. I egenskap av detta deltog han i slaget vid Crysler's Farm den 11 november 1813. Gains blev sedan adjutant vid nordvästra armén, som stod under befäl av William Henry Harrison, och deltog i slaget vid Thames. 1814 utnämndes Gaines till befälhavare i Fort Erie som just erövrats av amerikanarna. Efter att general Jacob Brown sårades i slaget vid Lundy's Lane kommenderades Niagraarmén till Fort Erie och underställdes Gaines.
Första slaget om Fort Erie ägde rum den 15 augusti 1814 när brittiska trupper försökte återerövra staden, men trycktes tillbaka efter blodiga strider. Gaines förde då befälet över staden och belönades efter segern med kongressens tack, kongressens guldmedalj och en befordran till generalmajor. Under slaget hade Gaines sårats allvarligt och ersattes som befälhavare över Fort Erie av general Jacob Brown som återkommit i tjänst. Gaines utnämndes till befälhavare över 6. militärdistriktet och deltog inte i fler strider under kriget.

### Senare liv
Gaines uttryckte ofta sina politiska åsikter i brev till sina befälhavare i Washington, D.C. och räddes inte att också beröra indianfrågan. Gaines ansåg att indiankrigen var orättfärdiga, liksom tvångsförlyttandet av indianer till reservat. Under hela sin karriär delade han ut mat till svältande indianer och han vägrade att bistå vita nybyggare som slog sig ner i områden som fortfarande tillhörde indianerna. Hans åsikter ledde till konflikter med president Andrew Jackson och general Winfield Scott. Dispyten med Scott ledde till att Gaines inte utnämndes till generalmajor, utan förblev befälhavare över västra och östra militärministeriet 1821–1836.
Gaines deltog senare i Black Hawk-kriget och mexikansk-amerikanska kriget. Han var gift tre gånger; första gången med Harry Toulmins dotter Frances (1788–1811), som dog i barnsäng, och andra gången med politikern William Blounts dotter Barbara (1792–1836). Han avled i kolera i New Orleans 1849 och är begravd i Mobile i Alabama.
Fort Gaines i Georgia är namngiven efter Edmund P. Gaines.